# Vladimír Kocourek
Vladimír Kocourek (* 21. března 1948) je bývalý československý fotbalista narozený v mokropsech. Hrál na pozici záložníka a útočníka. Po skončení aktivní kariéry působil jako trenér Sokola Dobřichovice a pravidelně navštěvuje mokropeský fotbalový klub Sk Kazín.

## Fotbalová kariéra
V československé lize hrál za Duklu Praha, Bohemians Praha. Nastoupil ve 38 ligových utkáních a dal 2 ligové góly. Vítěz Československého poháru 1969. V nižších soutěžích hrál i za Viktorii Žižkov.

## Ligová bilance
| Ročník                                   | Zápasy | Góly | Klub            |
| ---------------------------------------- | ------ | ---- | --------------- |
| 1. československá fotbalová liga 1968/69 | 4      | 1    | Dukla Praha     |
| 1. československá fotbalová liga 1969/70 | 16     | 0    | Dukla Praha     |
| 1. československá fotbalová liga 1970/71 | 1      | 0    | Dukla Praha     |
| 1. československá fotbalová liga 1973/74 | 4      | 0    | Bohemians Praha |
| 1. československá fotbalová liga 1975/76 | 13     | 1    | LIAZ Jablonec   |
| CELKEM 1. liga                           | 38     | 2    |                 |